# Harold T. Grant
Pour les articles homonymes, voir Grant.
Grant, Harold T. (1889- 8 mai 1965) était un officier militaire canadien.
Il fit ses études au Collège royal de la marine canadienne et servit en mer lors de la Première Guerre mondiale.
Officier militaire de carrière, il commanda le H.M.C.S. Skeena en 1938 et devint membre personnel militaire dans les forces navales lors de la Seconde Guerre mondiale. On lui octroya le commandement du H.M.S. Enterprise en 1943 puis de la frégate canadienne Ontario en 1944. Il participa ainsi aux opérations militaires durant la guerre du Pacifique et se retira, en 1951 avec le grade de vice-amiral de la flotte navale canadienne. Il fut décoré de la croix du DSO en 1944.